# Acueductos de Achaco
Los Acueductos de Achaco es un paisaje arqueológico que consta de acueductos. Está localizado en la Provincia de Nasca, Región Ica, Perú a 548 metros sobre el nivel del mar.

Es uno de los 52 acueductos que existen en el valle de Nasca.
El acueducto es cuidado y aprovechado por el centro poblado de Achaco  donde viven 300 personas. El poblado posee más de un kilómetro de acueductos con cuatro tramos revestido de piedra y arcilla por debajo de las piedras para que el agua no se filtre